# Alcorque semicircular

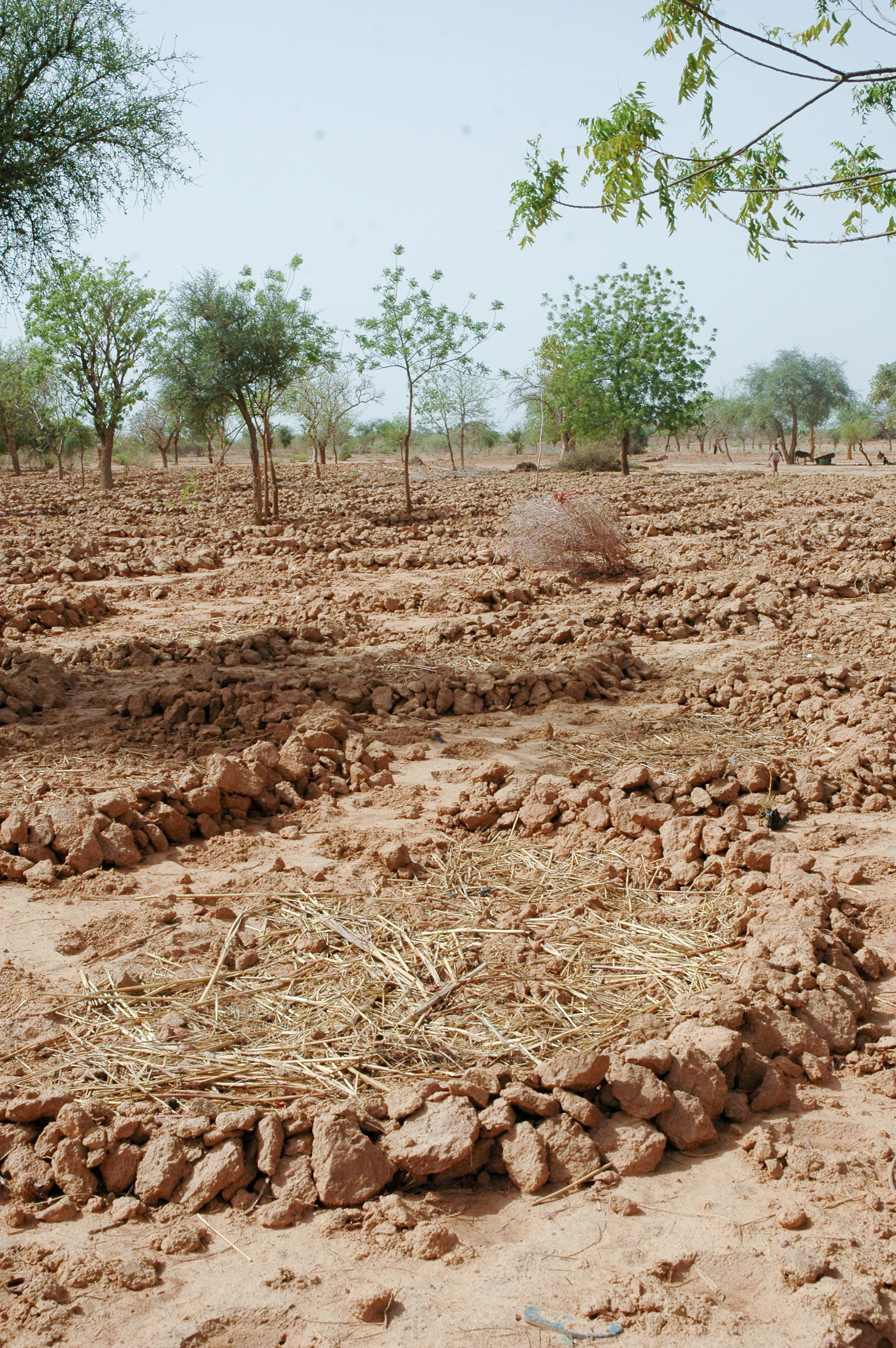
Diques semicirculares en Burkina Faso.

Un caballón, alcorque, dique o microcuenca semicircular o semilunar es una técnica de recolección de agua de lluvia que consiste en cavar agujeros semilunares en el suelo con la abertura perpendicular al flujo de agua.
Estos agujeros se orientan contra la pendiente del terreno, generando un pequeño dique en la zona curva con la tierra del propio agujero, de manera que captan el agua de lluvia que corre cuesta abajo.
Estas estructuras permiten que el agua se filtre al suelo, reteniendo una mayor cantidad de humedad en el subsuelo. Además, previene la pérdida de suelo fértil.
Los diques semicirculares se utilizan para reforestar zonas áridas con patrones de lluvia irregulares, lo que permite el crecimiento de plantas y árboles, como en el Sahel.